# 鰂魚涌福昌樓殺人放火案
鰂魚涌福昌樓殺人放火案是早年香港一宗殘酷謀殺案，案中兇手陳梓樑（後改名黃志恆）於1973年11月5日（星期一）下午一時許到香港鰂魚涌英皇道福昌樓B座10樓11室，向戶主李和商借一萬元被拒後，竟狂性大發將李和夫婦及其姊綁起，李和手足被綑置在浴缸內，放水將其活活溺斃，陳梓樑再斬傷兩名婦人後企圖用石油氣爐縱火燒屋，之後匆匆離開現場，幸兩名婦人及時鬆綁得以逃脫。
因殺人手法殘酷，警方一度懷疑有仇殺成份，此案當年曾廣泛報導，其時兇手陳梓梁已潛逃大陸，為了逃避警方追捕，他更把左手食指截去一節，並火燒手指頭，破壞指紋。至1986年止，此案一直懸而未破。
陳梓樑先逃回廣東南海家鄉，並與中共建政前的家傭女兒結婚，後來又移居澳門及改名為黃志恆，在黑沙環八仙飯店工作，1985年中與店東鄭林口角，最終殺害其一家十口，市面流傳其被殺害後製成叉燒包出售，而案件又一年後經鄭林在廣東中山的弟弟才揭發，此為八仙飯店滅門案，此案震撼華南沿岸，而李和遺屬在報章上認出黃志恆正是陳梓樑。

## 影視改編

### 電影
- 《八仙飯店之人肉叉燒飽》為藍本改編部份有影射本案。

## 外部連結
- 工商日報，1973年11月6日
- 大公報，1973年11月6日：兇徒借錢不遂殺人燒屋，男子被綑綁溺死浴缸，死者妻及姊亦遭斬至滿身鮮血，慘事昨發生於鰂魚涌福昌樓內。
- 華僑日報，1973年11月6日：因借貸不遂殺人放火，鰂魚涌福昌樓發生慘劇，綑綁男事主浸死在浴缸，妻姊同被縛遭放火焚燒，兩婦幸爬出由鄰人救回。
- 【山寨探案實錄】八仙飯店前傳：福昌樓慘案 （页面存档备份，存于）